# Parohia Saint Philip (Antigua și Barbuda)

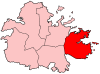
Localizarea parohiei în Insula Antigua

Saint Philip este o parohie din Antigua și Barbuda